# Peter Lothar Oesterreich
Peter Lothar Oesterreich (* 10. März 1954 in Wesel) ist Philosoph mit den Schwerpunkten Deutscher Idealismus und Rhetorik.

## Leben
Oesterreich studierte Philosophie, Germanistik, Kunstgeschichte, Pädagogik und Theologie an den Universitäten Tübingen, Düsseldorf, Köln, Wuppertal und Essen. An der letztgenannten Universität promovierte er 1984 mit einer Arbeit über den universalhistorischen Weltalter-Idealismus Schellings. 
Nach einer wissenschaftlichen Assistentur im Fach Philosophie an der Universität Essen erfolgte 1990 die Habilitation mit einer Arbeit über die Fundamentalrhetorik. Im Anschluss hatte er an dieser Universität eine Hochschuldozentur inne, im Sommersemester 1995 eine Stiftungsgastprofessor an der Universität Ulm. Von 1995 bis 2020 war er Lehrstuhlinhaber für Philosophie an der Augustana-Hochschule Neuendettelsau.
Oesterreich ist u. a. Mitglied der Internationalen Johann-Gottlieb-Fichte-Gesellschaft, des Arbeitskreises Rhetorik und der Internationalen Schelling-Gesellschaft. Seit 2008 hat Oesterreich eine Honorarprofessur an der Universität Ulm.

## Werk
Seine Forschungsschwerpunkte liegen im Deutschen Idealismus und in der Rhetorik. Er veröffentlichte zahlreiche Studien zu Fichte, F. Schlegel, Schelling und Kant. Hervorzuheben ist seine Beteiligung an der zweibändigen Fichte-Ausgabe des Deutschen Klassiker Verlags, in der er dessen Schriften zur Angewandten Philosophie kommentierte.
In der Rhetorik vertritt er einen weit gefassten Begriff, der von dem, was ‚landläufig‘ unter Rhetorik verstanden wird, abweicht: Rhetorik befasse sich nämlich nicht nur mit der Einkleidung der Gedanken in Worten (elocutio), sondern sie befasst sich auch mit der Auffindung von Argumenten (inventio), der Gliederung des Vortrags (dispositio), dem Einprägen desselben (memoria) und dem Vortrag selbst in seiner stimmlichen, mimischen und gestischen Aufführung (actio). Oesterreich geht noch weiter und postuliert, dass die Existenz des Menschen wesentlich auf das Reden-Können basiere und kann so vom homo rhetoricus  sprechen: Jeder Mensch erfinde sich und die Welt durch die Rede neu.
Neben seinem wissenschaftlichen Werk veröffentlichte er 2025 unter dem Pseudonym Peter Austria eine literarische Utopie mit dem Titel Die Bestwelt.

## Veröffentlichungen (Auswahl)
- P. L. Oesterreich: Philosophie, Mythos und Lebenswelt: Schellings universalhistorischer Weltalter-Idealismus und die Idee eines neuen Mythos. Peter Lang, Frankfurt am Main; Bern; New York; Nancy 1984, ISBN 3-8204-5244-3.
- P. L. Oesterreich: Person und Handlungsstil: eine rhetorische Metakritik zu Gilbert Ryles "The concept of mind". Blaue Eule, Essen 1987, ISBN 3-89206-166-1.
- P. L. Oesterreich: Fundamentalrhetorik. Untersuchung zu Person und Rede in der Öffentlichkeit. Meiner, Hamburg 1990, ISBN 3-7873-1009-6.
- P. L. Oesterreich: Philosophen als politische Lehrer. Beispiele öffentlichen Vernunftgebrauchs aus der Antike und dem Deutschen Idealismus. Wissenschaftliche Buchgesellschaft,, Darmstadt 1994, ISBN 3-534-12110-4 (Digitalisat [PDF; 1000 kB]).
- P. L. Oesterreich: Das gelehrte Absolute. Metaphysik und Rhetorik bei Kant, Fichte und Schelling. Wissenschaftliche Buchgesellschaft, Darmstadt 1997, ISBN 3-534-13378-1 (Digitalisat [PDF; 1000 kB]).
- P. L. Oesterreich (Hrsg.): Johann Gottlieb Fichte, Schriften zur Angewandten Philosophie. Band 2. Deutscher Klassiker Verlag, Frankfurt a. M. 1997, ISBN 3-618-63080-8.
- P. L. Oesterreich: Philosophie der Rhetorik. C.C. Buchner, Bamberg 2003, ISBN 3-7661-6656-5 (Digitalisat [PDF]).
- P. L. Oesterreich, H. Traub: Der ganze Fichte. Die populäre, wissenschaftliche und metaphilosophische Erschließung der Welt. Kohlhammer, Stuttgart 2006, ISBN 978-3-17-018749-8.
- P. L. Oesterreich: Spielarten der Selbsterfindung: die Kunst des romantischen Philosophierens bei Fichte, F. Schlegel und Schelling. De Gruyter, Berlin, New York 2011, ISBN 978-3-11-025123-4.
- P. L. Oesterreich: Rhetorisches Denken. Zur Philosophie der Rhetorik und Rhetorik der Philosophie. De Gruyter, Berlin, New York 2019, ISBN 978-3-11-052679-0.